# Eugenio Segalá
Manuel Eugenio Segalá Castillo (Lima, 6 de mayo de 1899 - Lima, 26 de marzo de 1972) fue un futbolista peruano. Jugó como arquero en Alianza Lima, White Star y Circolo Sportivo Italiano en las décadas de 1910, 1920 e inicios de los años 30.

## Biografía
Sus padres fueron Enrique Segalá y Bernarda Castillo. Fue formado en las divisiones menores del Sport Alianza, atajó luego en Arequipa por el White Star. Se reincorporó en 1919 al cuadro blanquiazul y se mantuvo hasta el año 1928. Al año siguiente, formó parte del Circolo Sportivo Italiano que le ofreció un volquete como pago de transferencia, un costo inusualmente alto para la época. Volvió al equipo íntimo en 1932. Jugó 90 partidos en Alianza Lima y consiguió 4 títulos. Fue parte de varios combinados de Lima y Callao que enfrentaron a delegaciones extranjeras. Falleció en la tarde del 26 de marzo de 1972 y su sepultura se encuentra en el cementerio El Ángel.

## Palmarés
| Título                    | Club         | País | Año  |
| ------------------------- | ------------ | ---- | ---- |
| Primera División del Perú | Alianza Lima | Perú | 1919 |
| Primera División del Perú | Alianza Lima | Perú | 1927 |
| Primera División del Perú | Alianza Lima | Perú | 1928 |
| Primera División del Perú | Alianza Lima | Perú | 1932 |